# Chlorotettix viridius
Chlorotettix viridius är en insektsart som beskrevs av Van Duzee 1892. Chlorotettix viridius ingår i släktet Chlorotettix och familjen dvärgstritar. Inga underarter finns listade i Catalogue of Life.